# Dallmann Bay
Dallmann Bay – zatoka między wyspami Brabant Island a Antwerpią w Archipelagu Palmera, połączona Cieśniną Gerlache’a z Schollaert Channel. 
Odkryta i pobieżnie skartowana w 1874 roku przez Eduarda Dallmanna (1830–1896), kierownika niemieckiej ekspedycji antarktycznej w latach 1873–1874. Zbadana w latach 1903–1905 i 1908–1910 i sfotografowana w latach 1956–57.